# Станислав Лоботка
Станислав Лоботка (слч. Stanislav Lobotka, Тренчин, 25. новембар 1994) је словачки фудбалер који тренутно наступа за Наполи. Игра на позицији везног играча.

## Успеси
Тренчин
- Суперлига Словачке (1) : 2014/15.[4]
- Куп Словачке (1) : 2014/15.[5]

 Наполи
- Серија А (1) : 2022/23.[6]
- Куп Италије (1) : 2019/20.[7]

 Словачка
- Куп краља Тајланда  (1) : 2018.[8]

Појединачни
- Најбољи словачки фудбалер: 2023,[9] 2024.[10]
- Идеални тим Серије А: 2022/23.[11]